# Ettensberg (Blaichach)
Ettensberg (mundartlich: Etəschbearg) ist ein Gemeindeteil in der Gemeinde Blaichach im bayerisch-schwäbischen Landkreis Oberallgäu.

## Geographie
Das Dorf liegt untmittelbar westlich des Hauptorts Blaichach am Fuße des Mittagbergs. Im Norden fließt die Iller und im Süden die Gunzesrieder Ach.

## Ortsname
Der Ortsname stammt vom mittelhochdeutschen Personennamen Outini und bedeutet (Siedlung an/auf der) Anhöhe des Outini.

## Geschichte
Im 11. Jahrhundert entstand vermutlich die Burg Ettensberg. Die Burg befand sich im Besitz des Hochstift Augsburg und ab dem 15. Jahrhundert im Besitz des Grafen von Montfort. Ettensberg wurde erstmals urkundlich im 12. Jahrhundert mit drei Äckern in ǒtenesberch genannt. Um 1150 schenkte eine Matrone Luitgard von ǒtenesberch/ǒtensperch in Lengenfeld dem Kloster St. Ulrich in Augsburg ein Gut. In den Jahren 1818 und 1819 fand die Vereinödung Ettensbergs statt.

## Baudenkmäler
Siehe: Liste der Baudenkmäler in Ettensberg